# Quionitas

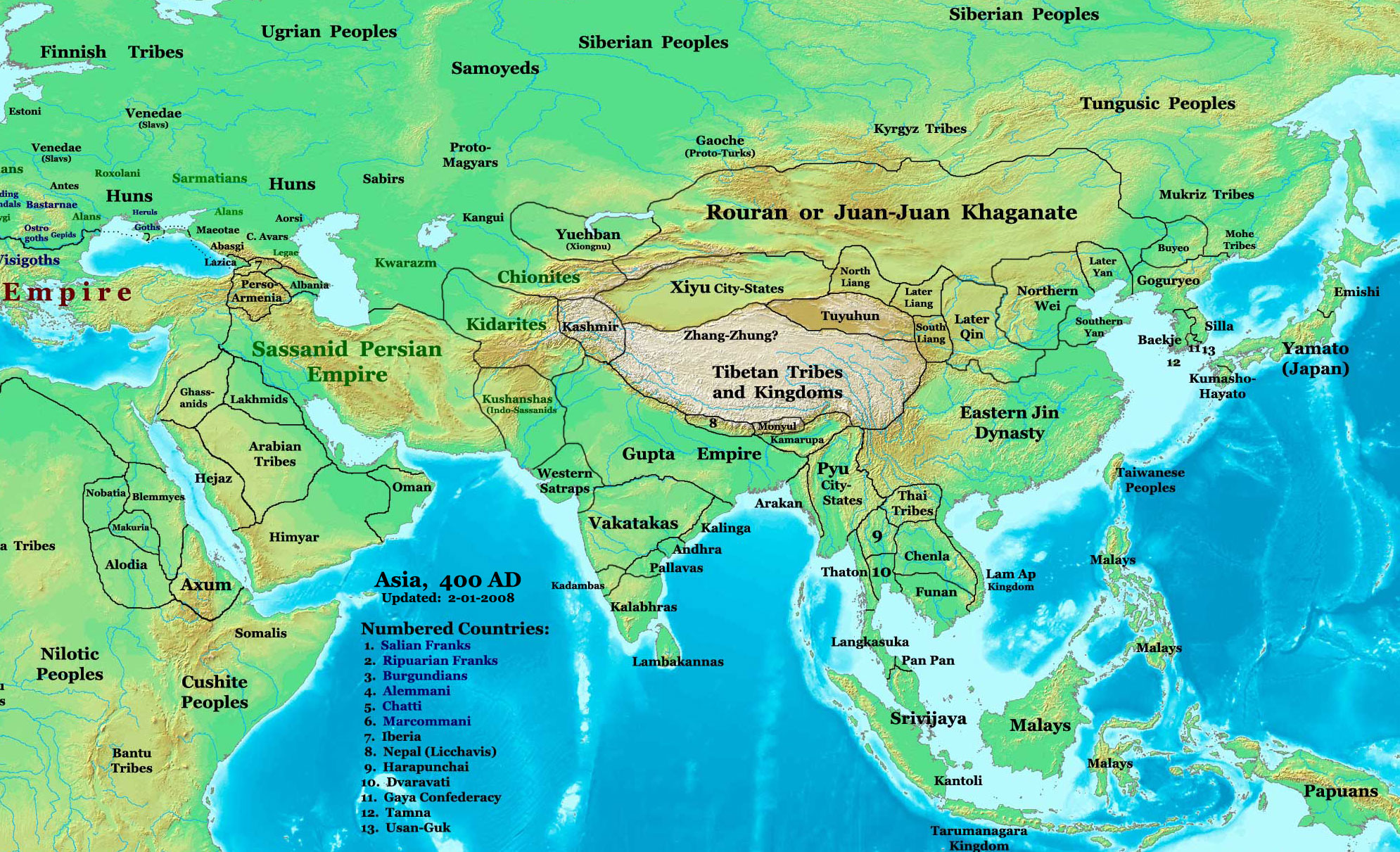
Asia en el año 400 d. C., mostrando a los quionitas y sus vecinos.

Quionitas o xionitas (persa medio : Xiyōn o Hiyōn; avéstico: Xiiaona; sogdiano XWN; Pahlavi Xyon) son romanizaciones del etnónimo de un pueblo nómada que habitó las regiones de Transoxania y Bactria, en Asia Central.
Los quionitas parecen ser sinónimo de los hunas de la India clásica/medieval, y posiblemente también de los hunos de la antigüedad tardía europea. No está claro si los quionitas estaban relacionados con un pueblo llamado en la antigua China como Xunyu (Hünyü, 獯 鬻; Wade-Giles Hsünyü), Xianyun, 猃 狁 (Wade-Giles Hsien-yün ) y Xiongnu (匈奴 Wade-Giles Hsiung-nu). 
Fueron descritos por primera vez por el historiador romano Amiano Marcelino, quien estuvo en Bactria durante 356 y 357 d. C. y que describió a los Chionitæ viviendo con los kushanes. Amiano indicó que los quionitas habían vivido anteriormente en Transoxiana y, después de entrar en Bactria, se convirtieron en vasallos de los kushaens, siendo influenciados culturalmente por ellos y adoptado la lengua bactriana. Habían atacado el imperio sasánida, pero más tarde (encabezados por un líder llamado Grumbates), sirvieron como mercenarios en el ejército sasánida.
Dentro de los quionitas, parece haber dos subgrupos principales, que eran conocidos en los idiomas iranios por los nombres Karmir Xyon y Spet Xyon. Los prefijos karmir ("rojo") y speta ("blanco") probablemente se refieren a tradiciones de Asia central en las que colores particulares simbolizan los puntos cardinales. Los Karmir Xyon eran conocidos en fuentes europeas como Kermichion o "Hunas rojos", y algunos estudiosos los han identificado con los kidaritas y/o alconos. Los Spet Xyon o "Hunas blancos" parecen haber sido conocidos en la India con el nombre afín Sveta-huna, y a menudo se los identifica, de manera controvertida, con los heftalitas.

## Orígenes y cultura

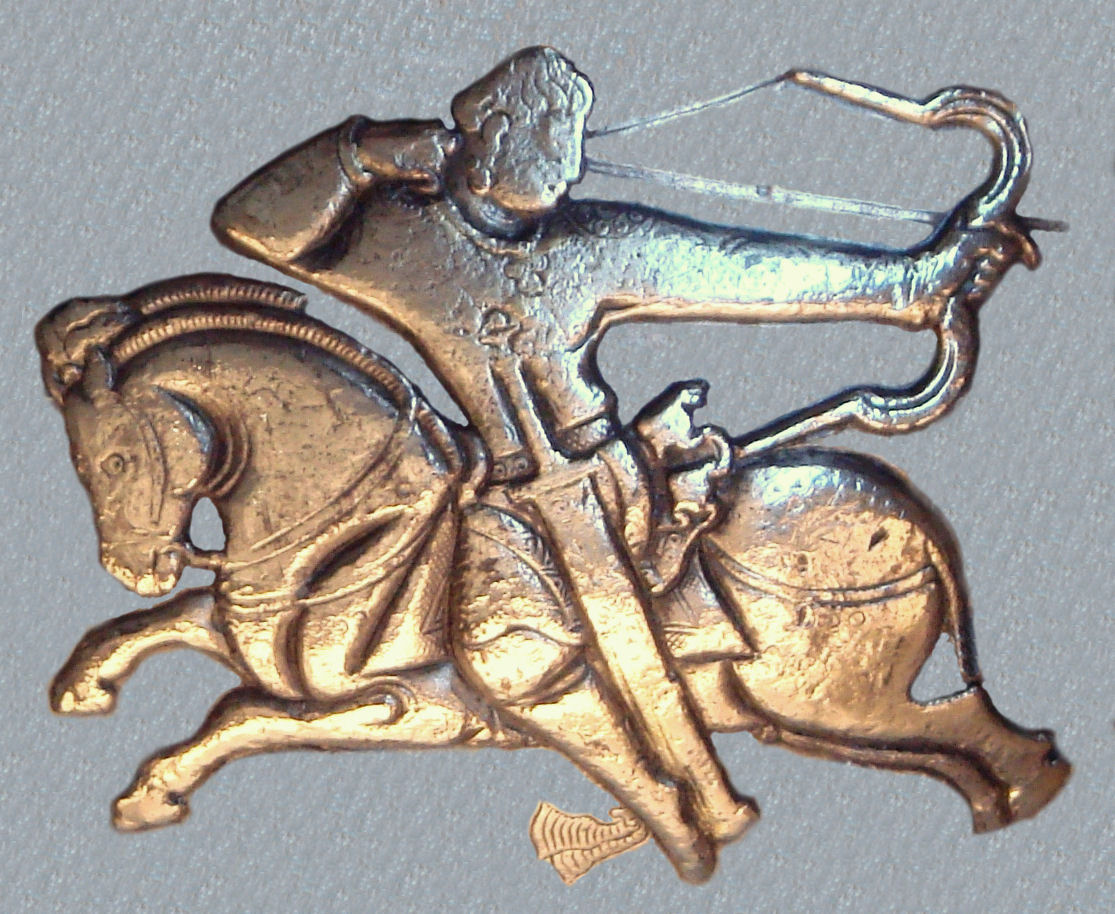
Jinete alcono en el cuenco heftalita, Museo Británico, 460-479 d. C.

La cultura original de los quionitas y su urheimat geográfico son inciertos, siendo difícil determinar su composición étnica.
Las diferencias entre los quionitas, los hunos que invadieron Europa en el siglo IV y los turcos fueron enfatizadas por Carlile Aylmer Macartney (1944), quien sugirió que el nombre Chyon, originalmente el de un pueblo no relacionado, fue «transferido más tarde a la Hunos por la similitud del sonido». Los Chyon que aparecieron en el siglo IV en las estepas de la frontera noreste de Persia, fueron probablemente una rama de los hunos que aparecieron poco después en Europa. Los hunos parecen haber atacado y conquistado a los alanos, y luego vivieron entre los Urales y el Volga alrededor del 360 d. C., y la primera mención de los Chyon fue en el 356 d. C.

Al menos algunas tribus turcas participaron en la formación de los quionitas, a pesar de su carácter posterior como pueblo iranio oriental, según Richard Nelson Frye (1991): 
«Así como los imperios nómadas posteriores fueron confederaciones de muchos pueblos, podemos proponer tentativamente que los grupos gobernantes de estos invasores eran, o al menos incluidos, miembros de tribus de habla turca del este y el norte, aunque lo más probable es que la mayor parte de la gente de la confederación de quionitas ... hablara un idioma iranio. . . . Esta fue la última vez en la historia de Asia Central que los nómadas de habla irania desempeñaron algún papel; en lo sucesivo, todos los nómadas hablarían lenguas turcas».
La propuesta de que los quionitas probablemente se originaron como una tribu irania fue presentada por Wolfgang Felix en la Encyclopædia Iranica (1992).
En 2005, As-Shahbazi sugirió que originalmente fueron un pueblo huno que se había mezclado con tribus iranias en Transoxiana y Bactria, donde adoptaron el idioma kushán-bactriano. Asimismo, Peter B. Golden dijo que la confederación quionita incluía a antiguos nómadas iranios, así como elementos protomongoles y túrquicos.

## Historia
La derrota de los xiongnu en 89 d. C. por las fuerzas chinas en la batalla de Ikh Bayan y las campañas chinas posteriores contra ellos, lideradas por Ban Chao pueden haber sido un factor en la etnogénesis de los quionitas y su migración a Asia Central.
Las tribus quionitas se habrían organizado en cuatro hordas principales: "Negra" o del norte (más allá de Jaxartes), "Azul" u oriental (en Tianshan), "Blanca" u occidental (posiblemente los heftalitas), alrededor de Jiva y la "Roja" o del sur (kidarites y/o alconos), al sur del Oxus. Los artefactos encontrados en el área que habitaban, y que datan de su período, indican que su animal tótem parece haber sido el ciervo o el reno. Los quionitas están mejor documentados en el sur de Asia Central desde finales del siglo IV d. C. hasta mediados del siglo V d. C.

### Gobernantes quionitas de Chach

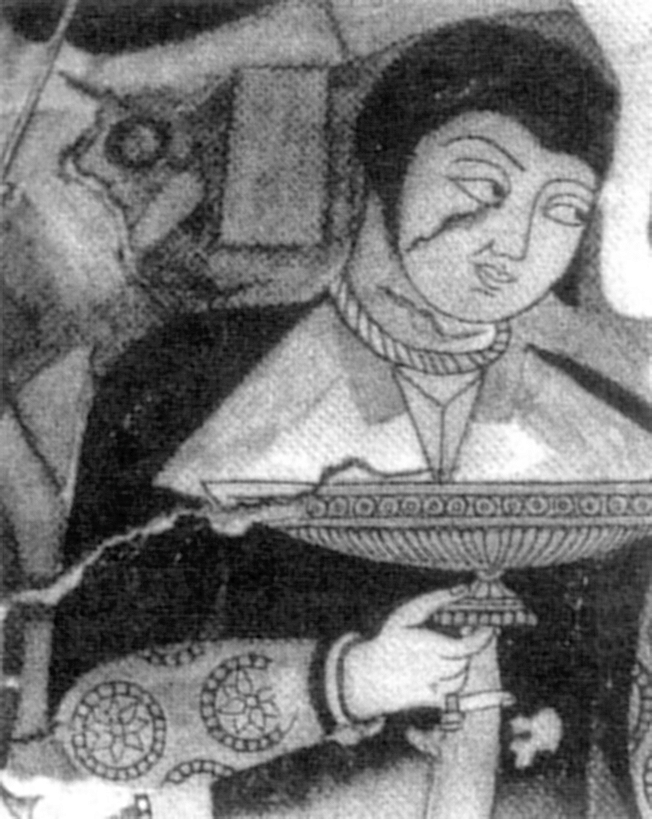
Mural de un hombre, de Balalyk Tepe, con aspecto similar al de la acuñación de los quionitas de Chach. Siglos V-VII d.C.

Se sabe que algunos quionitas gobernaron en Chach (actual Taskent), al pie del macizo de Altái, entre mediados del siglo IV d. C. al siglo VI d. C. Se les ha atribuido un tipo especial de acuñación, apareciendo en efigies como reyes con diademas, mirando hacia la derecha, con un tamga en forma de X, y una leyenda circular sogdiana. También suelen aparecer con una cresta sobre la cabeza. Se ha sugerido que las características faciales y el peinado de estos gobernantes quionitas, tal como aparecen en sus monedas, son similares a los que aparecen en los murales de Balalyk Tepe más al sur.

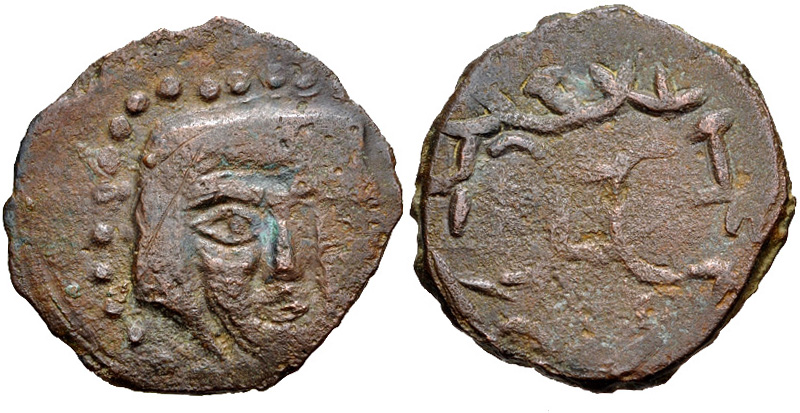
Moneda quionita de Chach
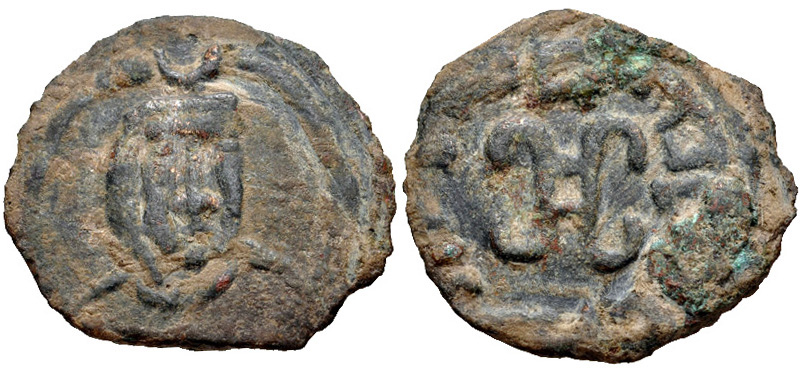
Moneda quionita de Chach
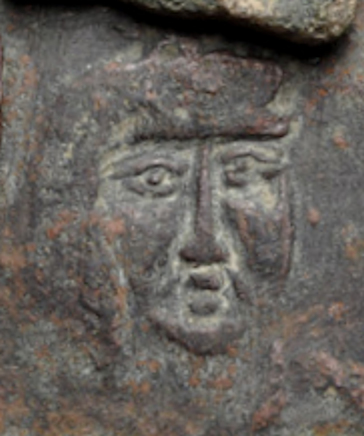
Retrato en una moneda de Chach.

### Kidaritas

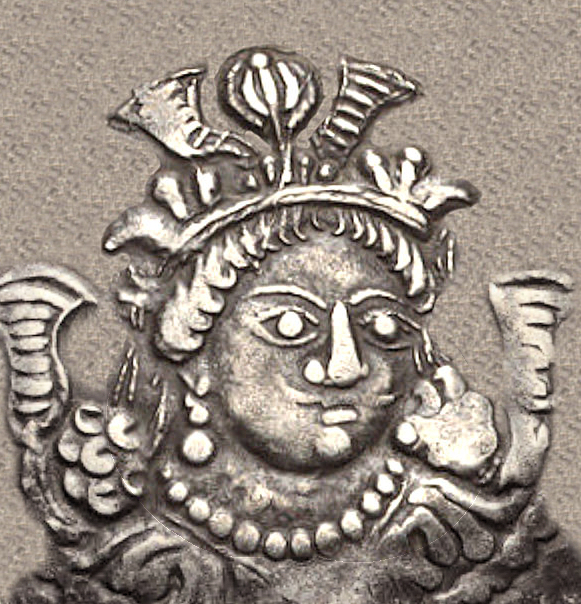
Retrato del rey Kidara, alrededor de 350-386 d.C.

En algún momento entre 194 y 214, según el historiador armenio Moisés de Corene (siglo V), los hunni (probablemente los kidaritas) capturaron la ciudad de Balj (nombre armenio: Kush).
A finales del siglo IV d. C., los kidaritas fueron empujados a Gandhara, después de que una nueva ola de invasores del norte, los alconos, entraran en Bactria.

### Choques con los sasánidas
Amiano Marcelino describió los primeros enfrentamientos entre el imperio sasánida de Sapor II con los quionitas: reporta que en 356 d. C., Sapor II estaba tomando sus cuarteles de invierno en sus fronteras orientales, «repeliendo las hostilidades de las tribus limítrofes» de los quionitas y de los euseni, un nombre a menudo modificado a cuseni (que significa kushanes).
Sapor II hizo un tratado de alianza con los quionitas y los gelani en 358 d. C.

### Identidad de losKarmir Xyony losSpet Xyon
Bailey sostiene que el nombre de Pahlavi Xyon puede leerse como el indio Huna debido a la similitud del sonido. En la tradición avéstica (Yts. 9.30-31, 19.87) los Xiiaona se caracterizaron como enemigos de Vishtaspa, el patrón de Zoroastro.
En la tradición pahleví posterior, se mencionan el Karmir Xyon ("Xyon rojos") y Spet Xyon ("Xyon blancos"). Los Xyon rojos de la tradición pahleví (siglo VII) han sido identificados por Bailey como los Kermichiones o Ermechiones.
Según Bailey, los Hara Huna registrados en algunas fuentes indias deben identificarse con los Karmir Xyon del Avesta. De manera similar, identifica a los Sveta Huna de fuentes indias con los Spet Xyon del Avesta.